# Bass Generation
 (décembre 2015).
Si vous disposez d'ouvrages ou d'articles de référence ou si vous connaissez des sites web de qualité traitant du thème abordé ici, merci de compléter l'article en donnant les références utiles à sa vérifiabilité et en les liant à la section « Notes et références ».
Albums de Basshunter
Now You're Gone: The Album
(2008) The Early Bedroom Sessions
(2012)
Singles
1. Every Morning
Sortie : 2009
2. I Promised Myself
Sortie : 2009

Bass Generation est le cinquième album du chanteur suédois Basshunter, qui est sorti le 28 septembre 2009 au Royaume-Uni.

## Historique
Au début de l'année 2009, Basshunter a commencé à enregistrer l'album. Un commentaire a été posté sur son site officiel en avril, précisant qu'il était « de retour en studio pour travailler sur le nouvel album ». Le 1er juillet 2009, il a été annoncé que Basshunter sortirait un nouveau single intitulé Every Morning le 21 septembre avec le nouvel album, Bass Generation devant sortir une semaine plus tard soit le 28 septembre. Le 1er septembre 2009, la pochette de l'album officiel et la liste des titres des pistes ont été publiées par Hard2Beat.com. Le 15 septembre, il a été révélé sur le profil Bebo de Basshunter que l'album serait également publié avec de deux disques.

## Sorti
Au début du mois de septembre 2009, avant que l'album ne sorte, la chanson Numbers a été en téléchargement gratuitement via le profil Bebo de Basshunter. La date de sortie de l'album a finalement été déplacée une semaine plus tard pour des raisons inconnues, et l'album est sorti le 28 septembre 2009, avec le single Every Morning, qui a été publié le 21 septembre 2009.

## Singles
Every Morning est le premier single de l'album. Il a été publié le 21 septembre 2009. La chanson a d'abord été chantée par Basshunter lors de la tournée Dance Nation au Royaume-Uni le 21 avril. Elle parle d'une ancienne petite amie de Basshunter. Le single a atteint le top 20 au Royaume-Uni et en Nouvelle-Zélande. Le clip qui l'accompagne a été tourné à Majorque, le 12 août 2009.
Avant la sortie de l'album, Numbers a été confirmé pour être le deuxième single. Mais en novembre, il a été changé : I Promised Myself est finalement le deuxième single de l'album. Le single est sorti le 30 novembre 2009.
Why était près pour être le troisième single. Mais, en avril 2010, Day & Night a été ajouté aux stations de radio à travers le Royaume-Uni. En mai 2010, il a été annoncé qu'il n'y aurait pas de troisième single extrait de Bass Generation et qu'une nouvelle chanson nommée Saturday serait publiée en juillet.

## Pistes de l'album

### L'édition standard
L'édition standard contient 14 pistes, en plus d'une piste cachée, Numbers.
| No  | Titre                                    | Durée |
| --- | ---------------------------------------- | ----- |
| 1.  | Every Morning                            | 3:18  |
| 2.  | I Promised Myself                        | 2:37  |
| 3.  | Why                                      | 3:11  |
| 4.  | I Can't Deny (feat. Lauren)              | 4:00  |
| 5.  | Don't Walk Away                          | 3:01  |
| 6.  | I Still Love                             | 3:33  |
| 7.  | Day & Night                              | 2:55  |
| 8.  | I Will Learn to Love Again (feat. Stunt) | 3:07  |
| 9.  | Far from Home                            | 4:10  |
| 10. | I Know U Know                            | 2:45  |
| 11. | On Our Side                              | 3:54  |
| 12. | Can You                                  | 2:24  |
| 13. | Plane to Spain                           | 3:41  |
| 14. | Every Morning (Michael Mind Remix Edit)  | 2:59  |
| 15. | Numbers (Piste cachée)                   | 3:18  |

L'album est sorti avec un CD bonus, contenant 7 remixes plus 2 chansons en suédois.
| No | Titre                                                                     | Durée |
| -- | ------------------------------------------------------------------------- | ----- |
| 1. | Now You're Gone (feat. DJ Mental Theo’s Bazzheadz) (DJ Alex Extended Mix) | 5:43  |
| 2. | All I Ever Wanted (Ultra DJ's Remix)                                      | 5:33  |
| 3. | Angel in the Night (Headhunters Remix)                                    | 3:11  |
| 4. | I Miss You (Hyperzone Remix)                                              | 5:35  |
| 5. | Please Don't Go (Bad Behaviour Remix)                                     | 6:45  |
| 6. | Walk on Water (Ultra DJ's Remix)                                          | 5:19  |
| 7. | Every Morning (Raindropz! Remix)                                          | 4:54  |
| 8. | Camilla (Swedish Version)                                                 | 3:22  |
| 9. | Without Stars (Swedish Version)                                           | 3:51  |

### Bonus tracks
iTunes Bonus Track 
| No  | Titre                               | Durée |
| --- | ----------------------------------- | ----- |
| 16. | Every Morning (Ultra DJ's Bass Mix) | 5:23  |
| 17. | Camilla (Swedish Version)           | 3:14  |
| 18. | Without Stars (Swedish Version)     | 3:49  |

## Vidéo
21 septembre 2009 : Every Morning - Lors de vacances avec des amis, Basshunter envisage de demander Aylar en mariage ; mais ses amis ne lui en laissent pas le temps. Basshunter essaie ensuite de redemander à Aylar en prenant une bague dans sa poche lors d'une fête sur la plage. Aylar part s’amuser avec ses amis mais elle disparaît en mer.
30 novembre 2009 : I Promised Myself - Basshunter reçoit des nouvelles d'Aylar qui a été retrouvée et qui se trouve à l'hôpital. Sur le chemin, Basshunter se souvient du temps où Aylar et lui passaient du temps ensemble, ce qui comprend des flashbacks des vidéos précédentes. Basshunter tente d'aller à l'hôpital aussi vite que possible, mais quand il arrive dans la chambre d'Aylar, il la trouve en compagnie de Lucas, son ancien petit ami.

## Classements
| Classement (2009-2010)             | Meilleure position     |
| ---------------------------------- | ---------------------- |
| Danemark Top 40                    | 39                     |
| États-Unis Dance/Electronic Albums | 15                     |
| États-Unis Heatseekers Albums      | 34                     |
| France Top 200                     | 41                     |
| Irlande Top 75                     | 16                     |
| Royaume-Uni Top 100                | 16                     |
| Suisse Top 100                     | 73                     |
| Nouvelle-Zélande Top 40            | 2                      |
| Afrique du Sud Top 20              | 7[citation nécessaire] |

## Certification
| Pays                                                                       | Certification | Ventes certifiées |
| -------------------------------------------------------------------------- | ------------- | ----------------- |
| Royaume-Uni (BPI)                                                          | Or            | 100 000           |
| xNon précisé par la certification ‡ventes/streaming selon la certification |               |                   |